# سيمون ألين
سيمون ألين (5 سبتمبر 1983 في نيوزيلندا - ) (بالإنجليزية: Simon Allen)‏ هو لاعب كريكت نيوزلندي.

## وصلات خارجية
- سيمون ألين على موقع إي آس بي آن كريك إنفو (الإنجليزية)